# Монтерубб'яно
Монтерубб'яно (італ. Monterubbiano) — муніципалітет в Італії, у регіоні Марке,  провінція Фермо.
Монтерубб'яно розташований на відстані близько 170 км на північний схід від Рима, 65 км на південь від Анкони, 9 км на південь від Фермо.
Населення — 2260 осіб (2014).

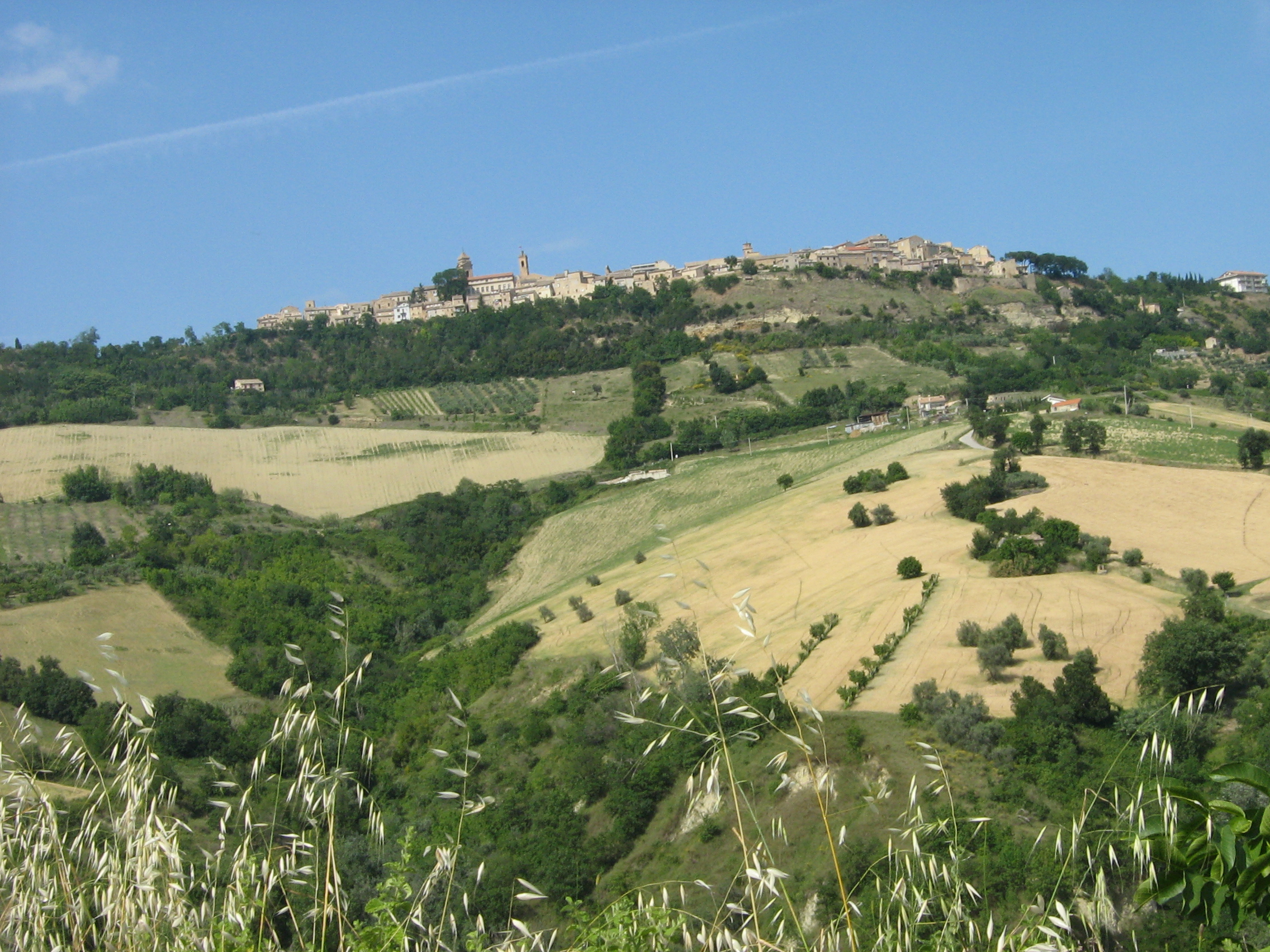

Щорічний фестиваль відбувається 10 вересня. Покровитель — святий Миколай da Tolentino.

## Демографія
Населення за роками:

Станом на 1 січня 2023 року в муніципалітеті офіційно проживало 119 іноземців з 22 країн, серед них 65 громадян країн Євросоюзу та 1 громадянин України.

## Сусідні муніципалітети
- Фермо
- Лапедона
- Монтефьоре-делл'Азо
- Мореско
- Петритолі
- Понцано-ді-Фермо